# Rapotice
Rapotice (en allemand : Rapotitz) est une commune du district de Třebíč, dans la région de Vysočina, en République tchèque. Sa population s'élevait à 546 habitants en 2020.

## Géographie
Rapotice se trouve à 8 km à l'est-sud-est de Náměšť nad Oslavou, à 26 km à l'ouest de Brno, à 28 km à l'est de Třebíč, à 54 km à l'est-sud-est de Jihlava et à 164 km au sud-est de Prague.
La commune est limitée par Lesní Jakubov au nord, par Újezd u Rosic et Vysoké Popovice à l'est, par Lukovany au sud, et par Sudice à l'ouest.

## Histoire
La première mention écrite de la localité date de 1101.

## Transports
Par la route, Rapotice se trouve à 8 km de Náměšť nad Oslavou, à 29 km de Třebíč, à 31 km de Brno, à 62 km de Jihlava et à 187 km de Prague.